# 杜比諾 (穆卡切沃區)
48°32′25″N 22°47′29″E / 48.54028°N 22.79139°E
杜比諾（烏克蘭語：Дубино），是烏克蘭的村落，位於該國西部外喀爾巴阡州，由穆卡切沃區負責管轄，面積1.21平方公里，海拔高度404米，2001年人口694，人口密度每平方公里573.55人。